# لبنى السراج
لبنى السراج هي كاتبة، وروائية ومحررة وصحفية مغربية عاشت ما بين المغرب وفرنسا، وعملت في مجال المقاولات، قبل أن تتجه للعمل الإعلامي وتؤسس مكتبًا استشاريًّا للخدمات التي تتعلق باستراتيجية تحرير وتسويق المحتوى.

## كتاباتها ومؤلفاتها
ألّفت لبنى السراج العديد من المؤلفات التي تنوعت ما بين الرواية الطويلة، والمجموعات القصصية، ومنها:
- شريطة أن يكون بمزاج جيد (رواية): صدرت باللغة العربية عام 2019 عن دار مفترق الطرق «لا كروازيه» للنشر والتوزيع بالدار البيضاء، ثم صدرت في فرنسا عام 2021 عن دار أو ديابل فوفير، وفازت الرواية بجائزة أورانج للكتاب في إفريقيا عام 2021.[3][4]

## الجوائز
حظيت لبنى السراج بتكريم العديد من الجهات المحلية والعربية، وحصلت على عدة جوائز أدبية من أهمها:
- جائزة أورانج للكتاب في إفريقيا عام 2021، والتي يقدمها المركز الثقافي الفرنسي بدعم من مؤسسة «أورانج» التابعة لمجموعة أورانج الفرنسية للاتصالات، عن روايتها المنشورة باللغة الفرنسية بعنوان «شريطة أن يكون بمزاج جيد»، والتي تناولت فيها موضوع العنف الأسري.[5]